# Franz Turchi
Franz Turchi este un politician  italian, membru al Parlamentului European în perioada 1999 - 2004 din partea Italiei. 
1. ↑  IdRef, accesat în 7 martie 2020
2. ↑  Deputații în Parlamentul European